# Пирили (Акстафинский район)
Пирили (азерб. Pirili) — село в Пирилинском административно-территориальном округе Акстафинского района Азербайджана.

## Этимология
Название села происходит от рода Пирили.

## История
Село Пирилы в 1913 году согласно административно-территориальному делению Елизаветпольский губернии относилось к Пирилинскому сельскому обществу Казахского уезда.
В 1926 году согласно административно-территориальному делению Азербайджанской ССР село относилось к дайре Акстафа Казахского уезда.
С 24 января 1939 года село входило в состав Акстафинского района, который 4 декабря 1959 года был ликвидирован, а населенный пункт передан в состав Казахского района.
Согласно административному делению 1961 и 1977 года село Пирили входило в Пирилинский сельсовет Казахского района Азербайджанской ССР.
24 апреля 1990 года село передано в состав новообразованного Акстафинского района.
В 1999 году в Азербайджане была проведена административная реформа и внутри Пирилинского административно-территориального округа был учрежден Пирилинского муниципалитет Акстафинского района.

## География
Село находится в 19 км от райцентра Акстафа и в 464 км от Баку. Ближайшая железнодорожная станция — Пойлы.
Село находится на высоте 304 метров над уровнем моря.

## Население
| Численность населения | Численность населения | Численность населения | Численность населения |
| 1886                  | 1983                  | 1999                  | 2009                  |
| --------------------- | --------------------- | --------------------- | --------------------- |
| 633                   | ↗682                  | ↗970                  | ↗1134                 |

В 1886 году в селе проживало 633 человека, все — азербайджанцы, по вероисповеданию — мусульмане-шииты.
Население преимущественно занимается виноградарством, животноводством, выращиванием зерна.

## Климат
Среднегодовая температура воздуха в селе составляет +13,9 °C. В селе полупустынный климат.

## Инфраструктура
В советское время в селе располагались виноградарский совхоз, средняя школа, клуб, библиотека и больница.
В селе расположены почтовое отделение, средняя школа, клуб, детский ясли-сад.